# Békés vármegyei zsidók

## Története

### Letelepedés
A Békés vármegyei zsidóság története az 1700-as évek első felében kezdődött. Ekkoriban még csak egy szeszfőző zsidóról esett szó. Almásy Dániel békési főszolgabíró összeírása szerint 1768-ban még csak Váriban élt három zsidó. A Harruckern uradalom kezdettől fogva tiltotta a letelepedést, így a legtöbb helyen az 1800-as évek közepéig nem engedélyezték a zsidók beköltözését (Implom 1971, 65-66). 
Az 1700-as évek végétől kezdve Váriban, Ványán, és Szentandráson kialakultak az első zsidó közösségek, majd 1840-től kezdve megyeszerte felgyorsult a letelepedés.

### Virágkor
Míg 1836-ban csak 542, 1870-ben már 6255 izraelitát írtak össze a vármegye területén.
A XIX. század közepétől az első világháborúig terjedő időszakban megalakultak a hitközségek, felépültek a megye legnagyobb és legszebb zsinagógái (Békéscsaba, Gyula, Orosháza, Szeghalom, Békés, Szarvas, Battonya, Sarkad), és létrehozták a mikvéket, iskolákat, Chevra Khadisákat és a különböző egyesületeket. Ez az időszak a Békés vármegyei zsidóság fejlődésének, és a századfordulón már virágkorának időszaka.
Az első világháború és az azutáni politikai és gazdasági események, az őszirózsás forradalom, a tanácsköztársaság, a román megszállás, a trianoni békét követő területelcsatolások, a gazdasági világválság, az antiszemitizmus térhódítása és a zsidótörvények bevezetése jelentős változásokat idéztek elő az ország és a megye zsidóságának életében is.
Az őszirózsás forradalom idején különösen a megye déli részében, Tótkomlóson, Mezőkovácsházán, Medgyesegyházán és sok más településen pogromok során kirabolták a zsidó kereskedéseket, házakat, egy esetben gyilkosság is előfordult.

### Holokauszt
Az első zsidótörvénnyel kezdődött meg az a folyamat, amely a zsidó férfiak munkaszolgálatra való behívásával, a hontalanoknak minősített családok Ukrajnába való kiszállításával és meggyilkolásával folytatódott, majd 1944 tavaszán a vidéki zsidóság gettóba zárásával, deportálásával és többségük meggyilkolásával fejeződött be.
Békés megye zsidóságát 18 gettóból a békéscsabai és szolnoki gyűjtőtáboron keresztül hurcolták az auschwitzi koncentrációs és a strasshofi munkatáborba. A holokausztnak mintegy 5000 Békés vármegyei zsidó is áldozatul esett.

### A háború után
A mintegy kétezer túlélő egy része a háború után kivándorolt, elköltözött, csak kevesen maradtak Békés megyében. Ma már csak Békéscsabán van zsidó hitközség. 2003-2004-ben épült fel az új zsinagóga, a Széchenyi-liget és a Kórház utcai stadion mögött.

## Holokauszt-megemlékezések
Békéscsabán, Orosházán, Gyulán, Szarvason, Tótkomlóson és Dobozon minden évben tartanak holokauszt-megemlékezést

## Megmaradt emlékek
Az épített zsidó emlékek több mint fele elpusztult. Értékes emlékek zsinagógák (Békéscsaba, Gyula, Békés, Orosháza, Füzesgyarmat), imaházak (Medgyesegyháza), iskolaépületek (Békéscsaba, Orosháza, Dévaványa), egyéb hitközségi és nem hitközségi ingatlanok, temetők (Körösnagyharsány, Dévaványa), ravatalozók (Battonya), emléktáblák és emlékművek maradtak az utókorra.